# Lagunas de Varvarco Campos y Varvarco Tapia
Varvarco Campos y Varvarco Tapia son dos lagunas ubicadas en el departamento Minas de la provincia del  Neuquén, Argentina.
Por encontrarse casi al límite de la cordillera de los Andes, límite geográfico con la República de Chile, allí existe un destacamento de Gendarmería Nacional, además hay un puesto de control de fauna del gobierno de la provincia del Neuquén.
Desde estas lagunas nace el río Varvarco, quien es afluente del río Neuquén. Estas dos lagunas se comunican entre ellas, la de Varvarco Campos vuelca sus aguas en la de Varvarco Tapia, la dimensión de estas son bien distintas la primera tiene una longitud de diez km de largo por dos y medio de ancho y la segunda tiene dos y medio km de largo por uno y medio de ancho, la profundidad se estima en 90 metro.
En estas dos lagunas se practica la pesca de salmónidos, principalmente la trucha arcoíris. 